# Niourolka
La Niourolka (en russe : Нюролька) est une rivière de Russie qui coule dans l'oblast de Tomsk, au centre de la plaine de Sibérie occidentale. C'est un affluent de la rivière Vassiougan en rive droite, donc un sous-affluent de l'Ob.

## Géographie
La Niourolka prend sa source dans la partie des marais de Vassiougan située à l'ouest de l'oblast de Tomsk, une bonne centaine de kilomètres au nord des sources de la rivière Vassiougan. Dans les trois premiers quarts de son parcours, elle coule globalement en direction du nord. Arrivée aux abords de Nijnie Tchvorovye, elle effectue un coude assez brusque en direction de l'est. Après un parcours de 339 kilomètres dans la taïga marécageuse de l'oblast de Tomsk, elle conflue avec la Vassiougan aux abords de la petite localité de Rabotchi. 

## Gel et navigabilité
La rivière est prise dans les glaces depuis la seconde quinzaine d'octobre ou la première de novembre jusqu'à fin avril ou première quinzaine de mai.

Elle est navigable sur 44 kilomètres, à partir de son embouchure. Son cours est utilisé pour le flottage.

## Hydrométrie - Les débits à Myldjino
Le débit de la Niourolka a été observé sur une période de 31 ans (durant les années 1963-1994), à Myldjino, localité située à 65 kilomètres en amont de sa confluence avec la Vassiougan. 
Le module de la Niourolka à Myldjino est de 45,5 m3/s pour une surface prise en compte de 8 040 km2, ce qui correspond à plus ou moins 98 % du bassin versant de la rivière qui en compte 8 200. La lame d'eau écoulée dans ce bassin se monte ainsi à 179 millimètres annuellement, ce qui peut être qualifié de fort satisfaisant dans le contexte de la grande plaine de Sibérie occidentale, et correspond aux mesures effectuées notamment sur la Vassiougan (177 mm). 
La Niourolka présente les fluctuations saisonnières observées sur la plupart des cours d'eau issus des marais de Vassiougan, au centre du bassin de l'Ob. Les crues se déroulent au printemps, en mai et juin et résultent de la fonte des neiges. Au mois de juillet, le débit s'effondre et cette forte baisse se poursuit en juillet. Puis le débit continue à décroître, mais très progressivement, jusqu'à la fin de l'automne. Durant toute cette période il se maintient à un niveau assez confortable. En novembre se produit une nouvelle baisse de débit, résultant de l'irruption de l'hiver sibérien, avec ses gelées profondes ; la rivière présente alors sa période de basses eaux ou étiage, période allant de novembre à avril inclus. 
Le débit moyen mensuel observé en mars (minimum annuel d'étiage) se monte à 9,02 m3/s, ce qui représente 5,5 % du débit moyen du mois de mai (167 m3/s). L'amplitude des variations saisonnières peut être qualifiée d'assez élevée, mais correspond aux écarts constatés sur les autres cours d'eau de la région. Sur la période d'observation de 31 ans, le débit mensuel minimal a été de 5,67 m3/s en mars 1969, tandis que le débit mensuel maximal s'est élevé à 252 m3/s en juin de la même année. Quant aux débits mensuels estivaux, c'est-à-dire observés durant la période libre de glaces (de juin à septembre), le minimum relevé a été de 12,3 m3/s en août 1989.